# Seydou Keïta (fotografo)
Seydou Keïta (Bamako, 1921 – Parigi, 21 novembre 2001) è stato un fotografo maliano.

## Biografia
Seydou Keyta nasce intorno al 1921 a Bamako, Mali. Comincia ad appassionarsi alla fotografia quando, nel 1935, uno zio di ritorno da un viaggio in Senegal gli regala un rullino da otto pose e la sua prima macchina fotografica, una Kodak Brownie Flash (6x9). Le sue prime fotografie erano in bianco e nero (tecnica che sceglie di utilizzare per tutta la sua carriera) e ritraevano parenti, amici e vicini di casa. Per alcuni anni Keita continua a lavorare sia come falegname che come fotografo.
Lo sviluppo dei suoi primi scatti avviene nei laboratori di Pierre Garnier e di Mountaga a Bamako, dove impara egli stesso i processi dello sviluppo. In quel periodo a Bamako erano presenti quattro fotografi dediti al ritratto: Issouf, Boundyana, Mountaga e Keita (Malick Sidibè, allievo di Keita, giungerà a Bamako soltanto in seguito).
Nel 1949 riesce finalmente a dedicarsi completamente alla sua passione, e apre il suo studio fotografico a Bamako-Koura (Nuova Bamako), dove lavorerà fino alla fine degli anni settanta e acquista anche nuove apparecchiature fotografiche, tra cui una nuova macchina che gli consente di effettuare immagini di formato più grande.
Da questo momento in poi la sua carriera sarà caratterizzata da un'intensa produzione fotografica.
La tecnica usata prevalentemente da Keita per lo sviluppo fotografico è quella della gelatina e dei sali d'argento, che permette un passaggio netto dal bianco a nero, donando nitidezza e contrasti molto netti alle immagini.
Nelle sue immagini, cerca di immortalare i soggetti fotografati in scenari particolari rappresentativi della cultura e del modo di vivere africani. Le figure vengono spesso ritratte come modelli ideali per la collettività.
Grazie alla sua fama di ritrattista, dal 1962 al 1977 lavora come fotografo per la sicurezza nazionale del nascente Stato indipendente del Mali.
Nel 1991, presso il Center for African Arts di New York, sono esposti alcuni dei lavori di Keita, in occasione dell'esposizione Africa Explores: 20th Century African Art, curata da Sara Vogel.
Anche se la carriera di Keita si era conclusa già da tempo, egli aveva conservato una grande quantità di negativi (un archivio di oltre 10000 negativi), con i quali è stato possibili riprodurre le fotografie ed esporle successivamente all'estero, all'interno di grandi collezioni museali.
Seydou Keita muore nel 2001 a Parigi.

## Esposizioni
- 2006-2007  100% Africa, Guggenheim Museum, Bilbao.
- 2006  Vive l'Afrique, Galerie du Jour, Tokyo.
- 2005-2006 African Art Now: Masterppieces from Jean Pigozzi Collection, National Museum of African Art, Washington, Museum of Fine Arts (Houston).
- 2005 Arts of Africa, The Contemporary collection of Jean Pigozzi, Grimaldi Forum, Monaco.
- 2005  Vive l'Afrique, Galerie du jour, Parigi.
- 2005  A hundred year of children, The Bunkamura Museum of art, Tokyo, the Niigata Banbajimia Art Museum, Niigata.
- 2003  Go Johnny go! The electric guitar/art and myth, Kunsthalle, Vienna.
- 2003  Samuel Fosso, Malick Sidibé, Seydou Keita, Vestafrikansk portrettfotografi, Noersk Museum of fotografi, Horten.
- 2002  I ka nyì tan, Seydou Keita e Malick Sidibé fotografi a Bamako, Museo Hendrik, Roma.
- 2002  Flash Afrique!, Kunsthalle, Vienna.
- 2000  Voilà, Le Monde danse la tete, Muséet D'Art Moderne de la Ville de Paris, Parigi.
- 1999  PhotoEspana 99: Seydou Keita y Malik Sidibè: retrospectiva, Real jardìn Botanico, Madrid.
- 1999  Seydou Keita, Saint Louis Museum of Art, St. Louis, Missouri.
- 1997  Seydou Keita, San Francisco Museum of Modern Art, San Francisco.
- 1996  In/ sight: African Photographers, 1940 to the present, Guggenheim Museum, New York.
- 1996  Seydou Keita, Photographer: portrait from Bamako, Mali, National Museum of African Art, Washington.
- 1995  Big City: Artist from Africa, Serpentine Gallery, Londra.
- 1994  Seydou Keita: 1949 à 1962, Fondation Cartier, Parigi.
- 1994  Recontres Photographiques de Bamako (1), Bamako, Mali.
- 1991  Africa Explores: 20th Century African Art, The center of African Art, New York (1991).